# 더 센티멘털리스트
더 센티멘털리스트(The Sentimentalists) 또는 클라크 시스터스(The Clark Sisters)는 목소리를 써서 악기처럼 노래하는 여성 코러스팀이다. 더 센티멘털리스트는 토미 도오시 악단의 전속 코러스였으나, 1948년에 해산하여 10년 후 클라크 시스터스라는 이름으로 재등장하였다. 멤버는 안·진·페기·메리의 네 클라크 자매이다.